# Жакоб, Луи-Леон
Граф Луи-Леон Жакоб (фр. Louis Léon Jacob; 11 ноября 1768, Тоннэ-Шарант, Шаранта — 14 марта 1854, Ливри-Гарган, Иль-де-Франс) — французский военно-морской и государственный деятель, вице-адмирал, министр ВМФ Франции (1834), пэр Франции (с 1831).

## Биография
В 1784 году поступил волонтёром на службу в Морское бюро Рошфора. Принимал участие в походах на Антильские острова и в Индийский океан. В 1794 году — лейтенант флота, служил на 74-пушечном линейном корабле «Ça Ira» в составе эскадры адмирала Пьера Мартена (англ.) в Средиземном море, отличился в неравном семичасовом бою (англ.) против британской эскадры адмирала Хотэма в ночь с 13 на 14 марта 1795 года, попал в плен и был доставлен на Корсику.
После освобождения был произведён декретом Директории в чин капитана 2-го ранга. В 1798 году, в составе эскадры адмирала Жана-Батиста Бомпара (англ.), принял участие в экспедиции в Ирландию: командовал 36-пушечным фрегатом «Bellone», который в в ходе сражения 12 октября 1798 года (англ.) против английской эскадры адмирала Уоррена у острова Тори в бою с 38-пушечным британским фрегатом «Ethalion» получил тяжёлые повреждения и спустил флаг, после чего Жакоб вторично попал в плен к англичанам.
Был освобождён из плена после подписания Амьенского мира. В 1802 году принимал участие в экспедиции на остров Сан-Доминго, а после возвращения во Францию активно участвовал в восстановлении флота.

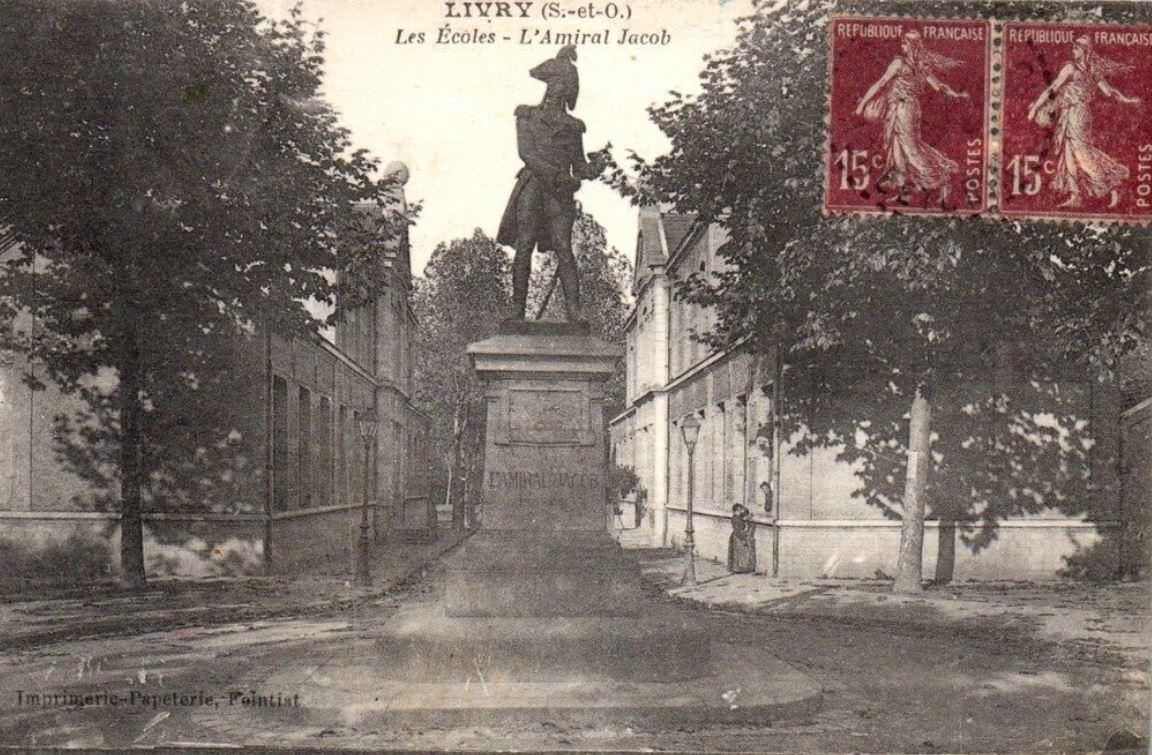
Памятник адмиралу Жакобу в Ливри-Гаргане (утрачен).

В сентябре 1803 года произведён в капитаны 1-го ранга и назначен командиром форта Гранвиль, где начал развивать систему сигналов морского семафора. 15 июля 1805 года отличился при захвате английских бригов «Plumper» и «Teaser» у островов Шозе.
В 1806 году занял пост командующего военно-морскими силами и морского префекта на службе неаполитанского короля  Жозефа Бонапарта (брата Наполеона). 24 февраля 1809 года отличился в морском сражении (англ.) при Ле-Сабль-д’Олон. В 1811 году сопровождал императора Наполеона во время инспекции портов Антверпена и Шербура, после чего был назначен командующим эскадры и береговой обороны острова Экс.
С 1 мая 1812 года — контр-адмирал. Во время Первой реставрации Бурбонов в 1814 году Жакоб был комендантом Рошфора. Во время «Ста дней» присоединился к Наполеону и исполнял обязанности морского префекта Лорьяна. После Второй реставрации Бурбонов оставался без служебного назначения.
В 1820 году, после пяти лет пребывания в отставке, был назначен командующим эскадры, собранной в Неаполе. В 1821 году — командующий морской станции Мартиники, с 1823 по 1826 год — губернатор Гваделупы. С 1826 года — вице-адмирал, морской префект Тулона.
С 19 ноября 1831 года — пэр Франции. Исполнял обязанности члена Совета морских работ в то время, когда должность премьер-министра Франции последовательно занимали маршалы Сульта и Жерара (1832—1834). С 1834 года — генерал-адъютант короля Луи-Филиппа; в течение нескольких месяцев того же года —  морской министр Франции.
В 1842 году вышел в отставку и удалился в своё поместье в Ливри-Гаргане, перестроенное из аббатства, реквизированного в годы Великой французской революции. Своим завещанием оставил муниципалитету Ливри-Гаргана капитал в сто тысяч франков на строительство народных школ. В городе адмиралу был поставлен памятник, который в годы Второй мировой войны был переплавлен немцами на цветной металл.